# My Dark Symphony
My Dark Symphony là EP đầu tay của ban nhạc power metal/progressive metal đến từ Na Uy, Conception. Đây là EP đầu tiên của Conception với các chất liệu mới kể từ album phòng thu cuối cùng của họ là Flow vào năm 1997, và được ra mắt vào ngày 23 tháng 11 năm 2018.

## Danh sách bài hát
| STT | Nhan đề            | Sáng tác                        | Thời lượng |
| --- | ------------------ | ------------------------------- | ---------- |
| 1.  | "Re:Conception"    | T.Østby/Roy Khan                | 1:08       |
| 2.  | "Grand Again"      | T.Østby/Roy Khan                | 4:00       |
| 3.  | "Into the Wild"    | T.Østby/Roy Khan/Heimdal/Amlien | 5:21       |
| 4.  | "Quite Alright"    | T.Østby/Roy Khan/Heimdal        | 4:33       |
| 5.  | "The Moment"       | T.Østby/Roy Khan                | 5:27       |
| 6.  | "My Dark Symphony" | T.Østby/Roy Khan/Heimdal        | 6:12       |

| Đĩa đơn B-side Re:Conception | Đĩa đơn B-side Re:Conception | Đĩa đơn B-side Re:Conception |
| STT                          | Nhan đề                      | Thời lượng                   |
| ---------------------------- | ---------------------------- | ---------------------------- |
| 3.                           | "Feather Moves"              | 6:03                         |

## Thành phần
Thành viên ban nhạc
- Roy Khan - hát chính
- Tore Østby - guitar, keyboards
- Ingar Amlien - bass
- Arve Heimdal - trống